# Frances Kissling
Frances Kissling (née en 1943) était la présidente de Catholics for a Free Choice depuis 1982 jusqu'à sa retraite en février 2007.

## Parcours
Frances Kissling, née Frances Romanski, est issue d'une famille ouvrière polonaise s'étant établie à New York en 1943, et est la plus âgée des quatre enfants. Sa mère a divorcé puis s'est remariée à un homme nommé Kissling. Inspirée par les nonnes de son école catholique, elle rejoint un couvent au début des années 1960 à l'âge de 19 ans, mais le quitte 6 mois plus tard pour rejoindre The New School.

## Militantisme pro-choix
Kissling devient alors militante au sein du mouvement féministe au milieu des années 1960. En 1970, après que l'avortement soit devenu légal à New York, elle se vit offrir un poste de manager dans une clinique pratiquant l'avortement médicalement encadré, à Pelham, poste qu'elle accepta.
En 1977, elle devint présidente-fondatrice de la National Abortion Federation (en), une position qu'elle conserve jusqu'en 1980. En 1978, elle rejoint le comité de direction de Catholics for a Free Choice, et en 1982, elle en devient la présidente - une position qu'elle conserve pendant 25 ans jusqu'à sa retraite, en 2007.
Elle supporte les politiques de financements publics pour l'aide à l'avortement, et est coauteur de Rosie: The Investigation of a Wrongful Death.

## Projets actuels
Kissling rédige actuellement un ouvrage intitulé How to Think about Abortion: Pro-choice Reflections on Rights and Responsibility.